# Ciril Bofill
Ciril Bofill (Vall de Santa Creu, 1577 — Mataró, 1630) fou un frare caputxí i catedràtic de retòrica a la Universitat de l'Estudi General a la ciutat de Barcelona —14 anys abans de fer-se frare. Una de les seves obres essencials va ser Compendio del arte de retórica, obra publicada l'any 1619, avui molt difícil de localitzar.
Diversos estudiosos el consideren l'autor del vers "Pus parla en català, Déu li'n don glòria", una mena d'axioma molt repetit durant la Renaixença i en els discursos dels Jocs Florals. El vers és la frase conclusiva del primer dels tres sonets que va dedicar anònimament a Jeroni Pujades en ocasió de publicar el primer volum de la seva Crònica universal (1609), promocionat a partir d'una captura a la gramàtica de Josep Pau Ballot.